# Bathyphantes montanus
Bathyphantes montanus là một loài nhện trong họ Linyphiidae.
Loài này thuộc chi Bathyphantes. Bathyphantes montanus được William Joseph Rainbow miêu tả năm 1912.